# Meningismo
El meningismo (o pseudo meningitis) es un conjunto de síntomas similares a los de la meningitis pero que no son causados por la meningitis. Mientras que la meningitis es la inflamación de las meninges (membranas que cubren el sistema nervioso central), el meningismo es causado por la irritación no meningítica de las meninges, generalmente asociada con una enfermedad febril aguda, especialmente en niños y adolescentes. El meningismo involucra la tríada (síndrome de 3 síntomas) de rigidez de nuca (rigidez del cuello), fotofobia (intolerancia a la luz brillante) y cefalea (dolor de cabeza). Por lo tanto, requiere diferenciarse de otros problemas del SNC con síntomas similares, entre ellos, la meningitis y algunos tipos de hemorragia intracraneal. Los signos clínicos relacionados incluyen el signo de Kernig y tres signos, todos denominados signos de Brudzinski.
Los sistemas de codificación nosológica como ICD-10 y MeSH definen el meningismo como algo similar a la meningitis, pero que no es meningitis. Muchos médicos usan el término «meningismo» en un sentido amplio clínicamente para referirse a cualquier conjunto de síntomas similares a meningitis, antes de que la causa se conozca definitivamente. En este sentido, la palabra implica «sospecha de meningitis». Para evitar la confusión entre los sentidos de las palabras, puede usarse el concepto de «síntomas meníngeos» en su lugar.  Reservando así el término «meningismo» para su sentido estricto. Los lectores de la literatura médica deben estar conscientes de que la palabra meningismo se usa en más de un sentido.

## Signos y síntomas
Los principales signos clínicos que indican meningismo son la rigidez de la nuca, el signo de Kernig y el signo de Brudzinski. Ninguno de los signos es particularmente sensible; en adultos con meningitis, la rigidez de la nuca estaba presente en el 30% y el signo de Kernig o Brudzinski solo en el 5%. 

### Rigidez de la nuca
La rigidez nucal es la incapacidad de flexionar el cuello hacia adelante debido a la rigidez de los músculos del cuello; Si la flexión del cuello es dolorosa pero existe un rango completo de movimiento, no hay rigidez de nuca.

### Signo de Kernig
El signo de Kernig (por Vladimir Mikhailovich Kernig (1840–1917), neurólogo ruso) es positivo cuando el muslo se flexiona en la cadera y la rodilla en ángulos de 90 grados, y la extensión posterior de la rodilla es dolorosa (lo que provoca resistencia).  Esto puede indicar hemorragia subaracnoidea o meningitis. Los pacientes también pueden mostrar opistótonos, un espasmo de todo el cuerpo que lleva a que las piernas y la cabeza se doblen hacia atrás y el cuerpo se incline hacia adelante.

### Signo de Brudzinski
Artículo principal: signo de Brudzinski
A Józef Brudziński (1874–1917), un pediatra polaco, se le atribuyen varios signos de meningitis. El signo más utilizado (signo del cuello de Brudzinski) es positivo cuando la flexión forzada del cuello provoca una flexión refleja de las caderas, con el paciente acostado en decúbito supino .